# Tournoi féminin de l'Union nord-africaine de football 2020
Navigation
Tunisie 2009 Égypte 2023
Le tournoi féminin de l'Union nord-africaine de football 2020 est la deuxième édition du tournoi féminin de l'Union nord-africaine de football. 
La compétition a lieu dans la ville du Kram en Tunisie du 14 au 22 février 2020.

## Format
La compétition se déroule sous la forme d'un petit championnat à l'issue duquel l'équipe qui termine à la première place remporte le titre.

## Participants
| Équipes    | Participation | Dernière particip. | Meilleur parcours |
| ---------- | ------------- | ------------------ | ----------------- |
| Algérie    | 2e            | 2009               | 2e place (2009)   |
| Maroc      | 1re           | -                  | -                 |
| Mauritanie | 1re           | -                  | -                 |
| Tunisie    | 2e            | 2009               | Vainqueur (2009)  |
| Tanzanie   | 1re           | -                  | -                 |

La Mauritanie et la Tanzanie remplacent respectivement l'Égypte et la Libye qui ont déclaré forfait.

## Lieu
Le Kram est désignée comme ville hôte du tournoi.
| \| Localisation sur la carte de Tunisie · Le Kram \| Localisation sur la carte de Tunisie Le Kram. |
| Localisation sur la carte de Tunisie · Le Kram                                                     |

| Localisation sur la carte de Tunisie · Le Kram |

## Tournoi
| Rang | Équipe     | Pts | J | G | N | P | Bp | Bc | Diff |
| ---- | ---------- | --- | - | - | - | - | -- | -- | ---- |
| 1    | Maroc      | 12  | 4 | 4 | 0 | 0 | 11 | 2  | +9   |
| 2    | Tanzanie   | 7   | 4 | 2 | 1 | 1 | 13 | 6  | +7   |
| 3    | Tunisie    | 5   | 4 | 1 | 2 | 1 | 5  | 3  | +2   |
| 4    | Algérie    | 4   | 4 | 1 | 1 | 2 | 8  | 6  | +2   |
| 5    | Mauritanie | 0   | 4 | 0 | 0 | 4 | 0  | 20 | −20  |

### Journée 1
| 14 février 2020 | Tanzanie | 7 - 0 | Mauritanie | Stade du Kram, Le Kram |  |
| 11:00 UTC+1     | Amina Bellali 8e · Opah Clement 13e · Fatouma Saloum 23e · Onikia Kasunga 28e · Mwanahamisi Shurua (en) 29e 38e · Kadushu Shabami 45e |       |            |                        |  |
| 11:00 UTC+1     | Rapport |       |            |                        |  |

| 14 février 2020 | Tunisie | 0 - 1   | Maroc             | Stade du Kram, Le Kram |  |
| 13:00 UTC+1     |         | (0 - 0) | 63e Sanaâ Mssoudy |                        |  |
| 13:00 UTC+1     | Rapport |         |                   |                        |  |

### Journée 2
| 16 février 2020 | Algérie                               | 2 - 3   | Tanzanie                                                    | Stade du Kram, Le Kram |  |
| 11:00 UTC+1     | Anissa Dellidj 22e · Houria Affak 45e | (2 - 2) | Mwanahamisi Shurua (en) 11e 45+2e · Diana Lucas Misua 90+3e |                        |  |
| 11:00 UTC+1     | Rapport                               |         |                                                             |                        |  |

| 16 février 2020 | Tunisie                                                                              | 3 - 0   | Mauritanie | Stade du Kram, Le Kram |  |
| 13:00 UTC+1     | Soumaya Laamiri (en) 33e · Imen Mchara (es) 48e (pen.) · Chaima Ben Mohamed (en) 81e | (1 - 0) |            |                        |  |
| 13:00 UTC+1     | Rapport                                                                              |         |            |                        |  |

### Journée 3
| 18 février 2020 | Mauritanie | 0 - 5   | Algérie                                                                                            | Stade du Kram, Le Kram |  |
| 11:00 UTC+1     |            | (0 - 2) | 30e Hanna Boubezari · 45e Feriel Daoui · 52e Kenza Hadjar · 57e Soulef Kacem · 70e Imène Merrouche |                        |  |
| 11:00 UTC+1     | Rapport    |         | |                        |  |

| 18 février 2020 | Tanzanie                                         | 2 - 3   | Maroc                                                           | Stade du Kram, Le Kram |  |
| 13:00 UTC+1     | Mwanahamisi Shurua (en) 1re · Jolita Singanu 75e | (1 - 2) | 8e (pen.) Nour Imane Addi · 44e Salma Amani · 48e Sanaâ Mssoudy |                        |  |
| 13:00 UTC+1     | Rapport                                          |         |                                                                 |                        |  |

### Journée 4
| 20 février 2020 | Maroc                                                                    | 5 - 0   | Mauritanie | Stade du Kram, Le Kram |  |
| 11:00 UTC+1     | Salma Amani 12e · Ghizlane Chebbak 20e (pen.) 38e 40e · Hayat Khirou 49e | (4 - 0) |            |                        |  |
| 11:00 UTC+1     | Rapport                                                                  |         |            |                        |  |

| 20 février 2020 | Tunisie                | 1 - 1   | Algérie                    | Stade du Kram, Le Kram |  |
| 13:00 UTC+1     | Yasmine Jemai (en) 11e | (1 - 1) | 21e (pen.) Imène Merrouche |                        |  |
| 13:00 UTC+1     | Rapport                |         |                            |                        |  |

### Journée 5
| 22 février 2020 | Algérie | 0 - 2   | Maroc                                      | Stade du Kram, Le Kram |  |
| 11:00 UTC+1     |         | (0 - 0) | 50e Ghizlane Chebbak · 86e Ibtissam Jraidi |                        |  |
| 11:00 UTC+1     | Rapport |         |                                            |                        |  |

| 22 février 2020 | Tunisie         | 1 - 1   | Tanzanie              | Stade du Kram, Le Kram |  |
| 13:00 UTC+1     | Mariem Houij 5e | (1 - 0) | 68e Aisha Masaka (en) |                        |  |
| 13:00 UTC+1     | Rapport         |         |                       |                        |  |

### Buteuses
5 buts
- Mwanahamisi Shurua (en)

4 buts
- Ghizlane Chebbak

2 buts
- Imène Merrouche
- Salma Amani
- Sanaâ Mssoudy

1 but
- Houria Affak
- Hanna Boubezari
- Feriel Daoui
- Anissa Dellidj
- Kenza Hadjar
- Soulef Kacem
- Nour Imane Addi
- Ibtissam Jraidi
- Hayat Khirou
- Amina Bellali
- Opah Clement
- Onikia Kasunga
- Diana Lucas Misua
- Aisha Masaka (en)
- Fatouma Saloum
- Kadushu Shabami
- Jolita Singanu
- Chaima Ben Mohamed (en)
- Mariem Houij
- Yasmine Jemai (en)
- Soumaya Laamiri (en)
- Imen Mchara (es)